# Órzhytsia
Órzhytsia (ucraniano: О́ржиця) es un sélyshche de Ucrania perteneciente al raión de Lubný de la óblast de Poltava. En 2017, el asentamiento tenía una población de 3531 habitantes. Es sede de un municipio que abarca, además de Novoórzhytske, 32 pueblos, con una población municipal total de casi dieciséis mil habitantes. El municipio se formó en la reforma territorial de 2020 y se corresponde aproximadamente con la mitad meridional del territorio que hasta entonces abarcaba el raión de Órzhytsia. Se ubica unos 30 km al suroeste de la capital distrital Lubný, cerca del límite con la óblast de Cherkasy. Junto al asentamiento fluye el río Órzhytsia, a 10 km de su desembocadura en el río Sulá.

## Historia
Se conoce la existencia del asentamiento desde 1552, cuando aparece en documentos sobre el castillo de Kániv. En 1648, durante la rebelión de Jmelnitski, pasó a ser la sede de una sotnia del regimiento cosaco de Kropyvna. Sin embargo, en 1658 pasó a formar parte de la sotnia de Horóshyne del regimiento de Lubný, y en 1669 fue arrasado por un ataque de los tártaros de Crimea. Después de todo esto, pasó a ser una simple localidad rural. En 1781 pasó a formar parte del uyezd de Jorol. Tras la formación de la gobernación de Poltava en 1802, pasó a formar parte del uyezd de Lubný.
En el siglo XIX se desarrolló como un miasteczko con dos ferias anuales, que al finalizar el siglo llegó a tener unos dos mil habitantes. La RSS de Ucrania estableció aquí en 1923 la sede del raión de Órzhytsia, que duró casi un siglo, y le dio en 1968 el estatus de asentamiento de tipo urbano. Antes de la formación del actual municipio en la reforma territorial de 2020, Órzhytsia era sede de un ayuntamiento urbano, que únicamente incluía como pedanía el pueblo de Mayakivka.